# 巽
巽（そん）は八卦の一つ。卦の形は☴であり、初爻は陰、第2爻・第3爻は陽で構成される。または六十四卦の一つであり、巽為風。巽下巽上で構成される。

## 卦象
風（木）・入・鶏・股・長女（結婚適齢期の女性）・縁談・長いもの一切・血管・毛髪・小腸・大腸・気管支・伏入・呼吸器などを象徴する。方位としては東南（地支の辰巳間）を示す。
納甲では辛、五行の金、五方の西が当てられる。

## 方角
方角としては東南の方角になる。全方位（東西南北）を十二支で12等分した場合、北東、東南、南西、西北が表現できないため、これと別に北から時計回りに坎（かん）、艮（ごん）、震（しん）、巽（そん）、離（り）、坤（こん）、兌（だ）、乾（けん）の八卦を使って方角を表現した。辰（たつ）と巳（み）の間であることから巽は「たつみ」とも読まれる。

## 先天図
伏羲先天八卦における次序は五であり、方位は四隅卦の一つで西南に配される。陰陽消息は一陰が生じたところである。